# Picornaviridae
Picornaviridae è un'ampia famiglia di virus di piccolissime dimensioni (25-30 nm) appartenenti all'ordine Picornavirales, in possesso di un genoma ad RNA a singolo filamento positivo, che presentano simmetria icosaedrica e sono privi di rivestimento lipidico.

## Tassonomia
| Genere         | specie (* specie tipo)                            | Sierotipo |
| -------------- | ------------------------------------------------- | --- |
| Aphthovirus    | Foot-and-mouth disease virus *                    | 7 tipi: O, A, C, Southern African Territories (SAT) 1, SAT 2, SAT 3 e Asia 1                                                                         |
| Aphthovirus    | Equine rhinitis A virus                           | 1 tipo: equine rhinitis A virus (ERAV) |
| Aphthovirus    | Bovine rhinitis B virus                           | 1 tipo: bovine rhinitis B virus (BRBV) |
| Aquamavirus    | Aquamavirus A                                     | Seal picornavirus type 1 |
| Avihepatovirus | Duck hepatitis A virus                            | 3 tipi: duck hepatitis A virus (DHAV) 1-3 |
| Cardiovirus    | Encephalomyocarditis virus *                      | 1 tipo: encephalomyocarditis virus (EMCV). Note: Columbia SK virus, Maus Elberfeld virus e Mengovirus sono ceppi di EMCV.                            |
| Cardiovirus    | Theilovirus                                       | 12 tipi: Theiler's murine encephalomyelitis virus (TMEV), Vilyuisk human encephalomyelitis virus (VHEV), Thera virus (TRV), Saffold virus (SAFV) 1-9 |
| Cosavirus      | Cosavirus A                                       | 1 tipo: Human cosavirus A |
| Dicipivirus    | Cadicivirus A                                     | 1 tipo: Canine picodicistrovirus |
| Enterovirus    | Enterovirus A                                     | 22 tipi |
| Enterovirus    | Enterovirus B                                     | 64 tipi |
| Enterovirus    | Enterovirus C                                     | 24 tipi |
| Enterovirus    | Enterovirus D                                     | 4 tipi |
| Enterovirus    | Enterovirus E                                     | 4 tipi |
| Enterovirus    | Enterovirus F                                     | 3 tipi |
| Enterovirus    | Enterovrus G                                      | 7 tipi |
| Enterovirus    | Enterovirus H                                     | 8 tipi |
| Enterovirus    | Enterovirus J                                     | 1 tipo: Enterovirus J121 |
| Enterovirus    | Rhinovirus A                                      | 67 tipi |
| Erbovirus      | Equine rhinitis B virus *                         | 3 tipi: equine rhinitis B virus (ERBV) 1-3 |
| Hepatovirus    | Hepatitis A virus *                               | 1 tipo: Hepatitis A virus (HAV) |
| Kobuvirus      | Aichi virus *                                     | 1 tipo: Aichi virus (AiV) |
| Kobuvirus      | Bovine kobuvirus                                  | 1 tipo: bovine kobuvirus (BKV) |
| Parechovirus   | Human parechovirus *                              | 14 tipi: Human parechovirus (HPeV) 1-14 |
| Parechovirus   | Ljungan virus                                     | 4 tipi: Ljungan virus (LV) 1-4 |
| Sapelovirus    | Porcine sapelovirus * (già Porcine enterovirus A) | 1 tipo: Porcine sapelovirus 1 (PSV) (formerly PEV-8)                                                                                                 |
| Sapelovirus    | Simian sapelovirus                                | 3 tipi: simian sapleovirus (SSV) 1-3 |
| Sapelovirus    | Avian sapelovirus                                 | 1 tipo: avian sapelovirus (ASV) |
| Senecavirus    | Seneca Valley virus *                             | 1 tipo: Seneca Valley virus (SVV) |
| Teschovirus    | Porcine teschovirus *                             | 11 sierotipi: porcine teschovirus (PTV) 1 to 11 |
| Tremovirus     | Avian encephalomyelitis virus                     | 3 tipi |

## Struttura
Il nome "Picornaviridae" è derivato da pico che significa piccolo ed RNA con riferimento alla molecola costituente il loro genoma. I Picornaviridae hanno un diametro di 28-30 nm e un capside icosaedrico formato da 12 capsomeri (pentameri), non possiedono pericapside. Ciascuno dei 12 pentameri è costituito da 5 protomeri a loro volta costituiti da quattro polipeptidi chiamati VP1, VP2, VP3 e VP4, di questi VP2 e VP4 sono i prodotti della proteolisi di VP0. La VP1 su ciascun protomero forma il centro di ciascun capsomero ed è circondata da una fessura di norma chiamata "canyon". Le altre tre proteine circondano il canyon e lo delimitano. I loro capsidi sono molto resistenti a condizioni ambientali estreme tipiche di alcune aree dell'apparato digerente, resistono ai detergenti, tuttavia sono sensibili al pH acido e ad alte temperature. Il loro genoma è costituito da una molecola di RNA di 7,2-8,5 Kb a polarità positiva subito disponibile per essere trascritta da una RNA-polimerasi codificata dal genoma del virus per poi essere tradotta sui ribosomi della cellula infettata. All'estremità 5' l'RNA è associato con la proteina VPg, mentre l'estremità 3' è poliadenilata. Il genoma codifica anche per una proteasi che scinde VP0 in VP2 e VP4.
La replicazione dei picornavirus dura circa 3-4 ore e ciascuna cellula infetta può produrre anche centomila virioni. Il legame di ciascun picornavirus con lo specifico recettore della cellula bersaglio si basa sulla conformazione del canyon che funge da sito di legame per il recettore. I rhinovirus e i coxsackie virus si legano spesso a ICAM-1 (Inter Cellular Adhesion Molecule-1), enterovirus, echovirus e altri coxsackie a CD55, i poliovirus a CD155. Il legame del canyon con il recettore determina il rilascio del polipeptide VP4 dal capside che in questo modo viene indebolito. Il genoma del virus associato a VPg esce tramite un canale presso uno dei vertici formati dalle VP1 e si dirige ai ribosomi dove può essere tradotto grazie al riconoscimento di un'ansa dell'RNA a filamento positivo che mima un mRNA. Alla fine della traduzione la proteina generata viene scissa proteoliticamente da una proteasi codificata dal genoma del virus. Il genoma si replica grazie alla RNA-polimerasi RNA-dipendente del virus che produce una stampa di RNA a polarità negativa che successivamente viene trascritto nell'RNA a polarità positiva che costituisce il genoma del virus. La replicazione dell'RNA nelle cellule infette produce centinaia di migliaia di copie di genoma virale. Alcuni picornavirus sono in grado di codificare inibitori dei fattori coinvolti nella traduzione degli mRNA cellulari, altri codificano invece per proteasi che scindono le proteine ElF4-G che normalmente legano il cap all'estremità 5' degli mRNA della cellula, infine la sintesi proteica è pressoché bloccata dall'enorme quantità di mRNA virale che compete con quelli cellulari per il legame sui ribosomi. Le proteine del capside si assemblano dapprima a formare un procapside costituito dalle proteine strutturali VP0, VP1 e VP3, successivamente la proteasi virale scinde VP0 in VP2 e VP4 determinando il completamento del capside.

## Patogenesi
Alcuni genere dei Picornaviridae sono in grado di infettare gli esseri umani (Cardiovirus, Enterovirus, Hepatovirus, Parechovirus e Kobuvirus), altri gli altri animali (Aphtovirus, Erbovirus, Teschovirus). Per esempio, il genere Enterovirus è costituito da numerosi sierotipi fra i quali si ricordano i poliovirus, il virus dell'epatite virale A e i Rhinovirus, agenti virali in grado di provocare manifestazioni infettive nelle prime vie aeree (raffreddore comune). Gli Enterovirus si replicano a una temperatura ottimale di 37 °C contro i 33 °C (temperatura minore nelle cavità nasali), invece, ottimali per i Rhinovirus. Gli Enterovirus presentano acido-resistenza, sopravvivendo al passaggio nello stomaco, mentre i Rhinovirus, all'opposto sono acido-labili, vedendo in questo il motivo del loro confinamento nelle prime vie aeree.